# Pierre Rabot
Pierre Rabot (1865 — data de morte desconhecida) foi um velejador francês, medalhista olímpico. Ele competiu nos Jogos Olímpicos de Verão de 1908 na classe 6 Metre e conquistou a medalha de bronze na disputa a bordo do Guyoni com Louis Potheau e Henri Arthus.